# Де Пинте
Де Пинте (на нидерландски: De Pinte) е селище в Северна Белгия, окръг Гент на провинция Източна Фландрия. Населението му е около 10 200 души (2006).